# NeVe 1
NeVe 1 es una galaxia elíptica supergigante, miembro dominante central y la galaxia más brillante del cúmulo de Ofiuco. Se encuentra a una distancia de unos 411 millones de años luz de la Tierra, detrás de la región del cielo conocida como zona de evitación. Es la galaxia en la que se produjo la explosión del supercúmulo de Ofiuco, el evento astronómico más energético conocido tras el Big Bang.

## Historial de observaciones

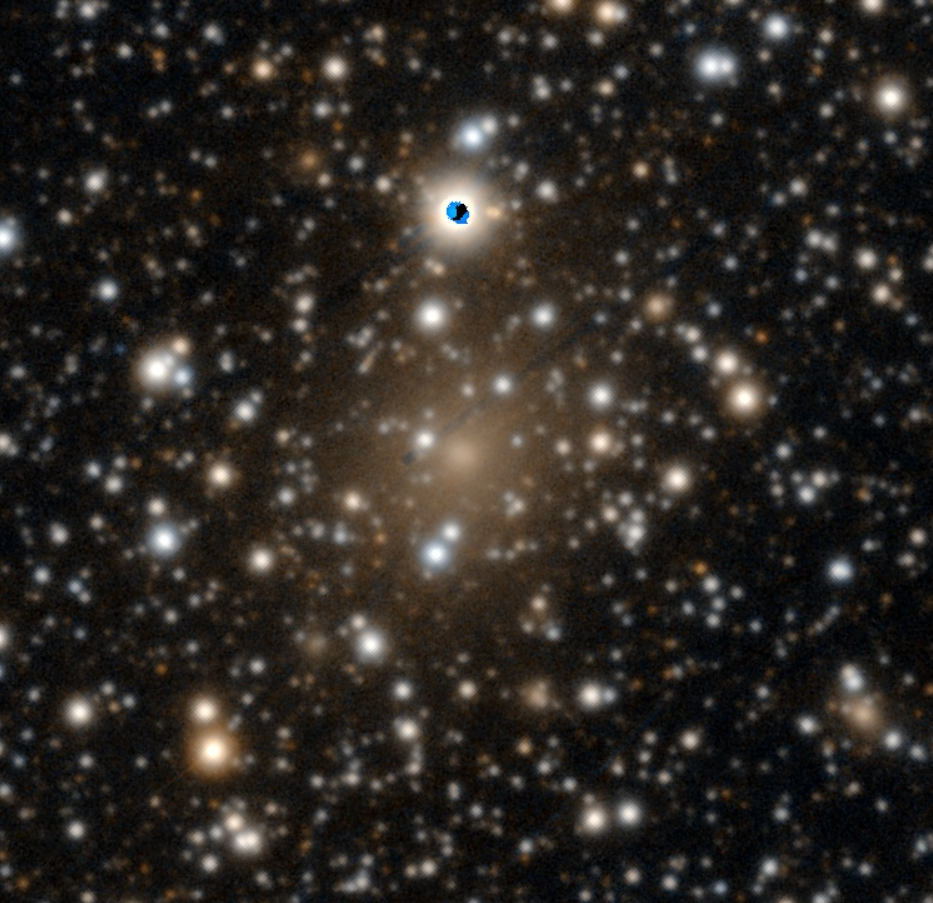
El cúmulo de Ofiuco fotografiado por el observatorio Pan-STARRS DR1, que muestra la galaxia gigante NeVe 1 y su halo borroso parcialmente oscurecido por las densas estrellas de primer plano de la Vía Láctea.

A pesar de estar en el relativamente cercano gran cúmulo de Ofiuco, debido a su ubicación detrás del disco galáctico de la Vía Láctea en relación con la perspectiva de la Tierra (conocida como la zona de evitamiento), la mayoría del cúmulo, incluido NeVe 1, están muy oscurecidos y son invisibles a simple vista, de modo que sólo puede observarse en longitudes de onda más allá del espectro visible, como los rayos X e infrarrojos.
Cuando se observó por primera vez en 1985, inicialmente se pensó que era una nebulosa planetaria dentro del gran complejo de nubes Rho Ophiuchi de formación estelar. En un catálogo publicado por los astrónomos alemanes Thorsten Neckel y Hans Vehrenberg utilizando datos recuperados del sondeo astronómico del observatorio Palomar, el objeto fue asignado como la primera entrada de su Atlas de nebulosas planetarias galácticas (NeVe, de sus apellidos Ne ckel y Ve hrenberg), y en 1991 fue incorporada al Catálogo de Nebulosas Planetarias Galácticas de Estrasburgo-ESO.
En un estudio posterior utilizando seis películas del Atlas Sky Survey, se identificaron al menos 4.100 galaxias, incluida NeVe 1. Esto fue atestiguado además por la detección de rayos X luminosos y emisiones de radio en el objeto que son indicativos de un núcleo galáctico activo, lo que llevó a su identificación no como una nebulosa planetaria cercana procedente de una estrella moribunda, sino como una galaxia gigante situada más allá de la Vía Láctea.

## Características
Su ubicación en el cielo detrás del plano de la Vía Láctea hace que sea muy difícil estudiarla en longitudes de onda ópticas, en cambio utilizando mediciones de infrarrojo cercano y rayos X se demuestra que es una gran galaxia elíptica, probablemente una de las más grandes cercanas a la Vía Láctea, con un diámetro dos veces mayor que el de Messier 87. Las observaciones realizadas por el observatorio de rayos X Chandra en 2010 revelaron que NeVe 1 se encuentra en el centro de una estructura similar a un cometa en su grupo anfitrión, lo que indica una eliminación por presión y la fusión de al menos dos subcúmulos más pequeños. Esta enorme estructura puede haber ralentizado la velocidad de NeVe 1 mediante la interacción de sus estrellas y la materia oscura. El principio de la estructura se encuentra a unos 13.000 años luz (4 klp) de NeVe 1 y la galaxia en sí está clasificada como un núcleo frío con una elevada emisión de rayos X en contraste con el caliente intracúmulo del cúmulo de Ofiuco.

## Explosión

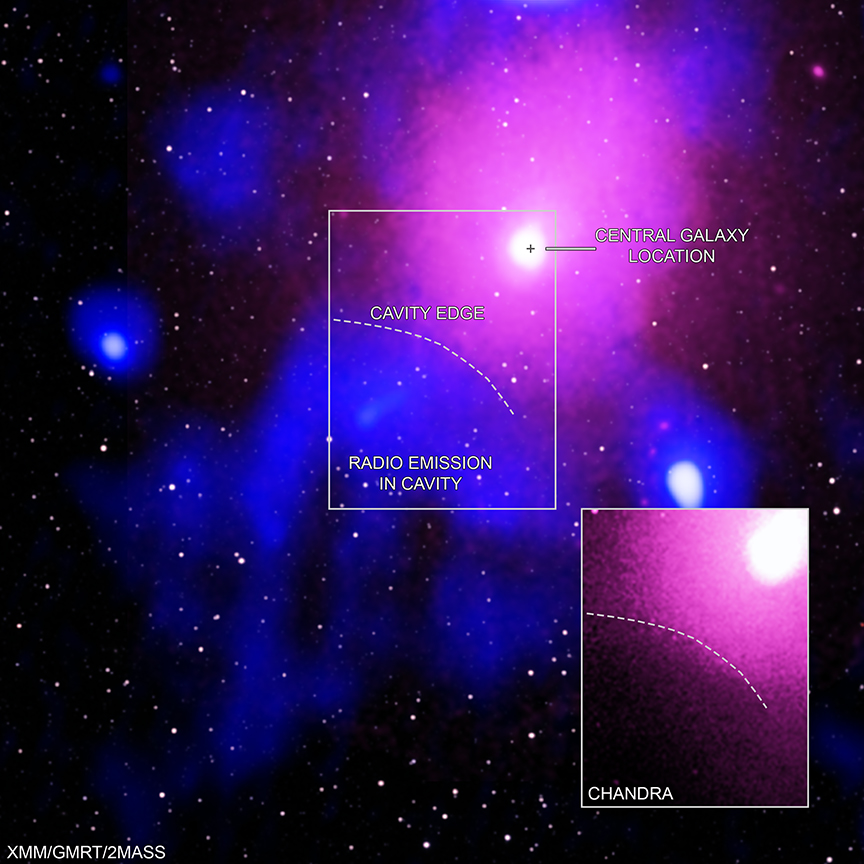
Imagen del cúmulo de Ofiuco en donde la galaxia central NeVe 1 está marcada con el signo +, mientras que la línea discontinua muestra la ruptura en su halo de rayos X: el límite de la cavidad y su emisión de radio asociada. La imagen de Chandra en la parte inferior derecha detalla más el borde de la cavidad en el halo de rayos X de NeVe 1.
Imagen por: Chandra, 2MASS, XMM-Newton, GMRT.

En un artículo publicado en 2020, NeVe 1 y su región circundante fueron identificados como un ejemplo extremo de radiofósil gigante, con estructuras indicativas de una actividad del núcleo galáctico mucho más violenta en el pasado. En el caso de NeVe 1 hay un llamativo arco cóncavo que termina la burbuja del halo de rayos X que rodea la galaxia, con minilóbulos más pequeños que pueden ser el resultado de una actividad posterior menor de su AGN. Este arco cóncavo es parte de una enorme cavidad, una región vacía del medio intracúmulo con un diámetro de al menos 1,5 millones de años luz (460 kpc) que corresponde a una extensa estructura emisora de radio que se extiende por todo el cúmulo.
La creación de una cavidad tan enorme podría explicarse por un estallido extraordinariamente grande del núcleo galáctico activo de NeVe 1. Suponiendo que la cavidad y la galaxia estén aproximadamente en la misma orientación radial con respecto a la Tierra, la energía requerida para crear tal cavidad (teniendo en cuenta la densidad del intracúmulo del cúmulo de Ofiuco que resiste y debe ser desplazado por la expansión) sería del orden de 5 × 1061 ergios de energía. Este violento estallido, que probablemente se produjo no menos de 240 millones de años antes, es la explosión del supercúmulo de Ofiuco, el evento astronómico más energético conocido tras el Big Bang. Fue cinco veces más energético que el estallido en el cúmulo de galaxias MS 0735, y 5,7 millones de veces más que GRB 080916C, el estallido de rayos gamma más energético conocido. Fue un evento de alta energía y baja potencia que se produjo a lo largo de millones de años. Una cantidad de energía equivalente, si se capturase y utilizase con un eficiencia del 100%, podría abastecer el consumo energético global de la Tierra durante los próximos 1 × 1034 años, cerca del final de la era degenerada del universo.
Se ha comprobado que la explosión fue generada por el agujero negro supermasivo central de NeVe 1, que podría haber consumido un material equivalente a 270 millones de masas solares -posiblemente de una galaxia enana canibalizada- que generó ondas de choque y chorros relativistas de partículas de alta energía, que desplazó el medio intracumular para formar la cavidad. La explosión se produjo lentamente a lo largo de millones de años y liberó una cantidad de energía equivalente a miles de explosiones de rayos gamma al año.
La cuestión sigue siendo cómo pudo sobrevivir el frío núcleo, aún existente, de NeVe 1 a semejante cataclismo, que debió haberlo destruido completamente. Se ha sugerido que la explosión puede ser el resultado de alguna forma de actividad hidrodinámica a gran escala dentro del medio intracúmulo, que le dejaría distribuir la energía mediante un remolino de inestabilidad Kelvin-Helmholtz que permitiría al núcleo sobrevivir. Estas estructuras se han encontrado en el cúmulo similar de Perseo y su galaxia NGC 1275.
Este descubrimiento fue el resultado de la colaboración entre varios observatorios espaciales terrestres, incluido el telescopio espacial Hubble, el observatorio de Rayos X Chandra, el observatorio espacial de Rayos X XMM Newton de la ESA y datos de radio del Murchison Widefield Array en Australia y el Radiotelescopio Gigante Metrewave en la India.